# Добровольський Віталій Вікторович
Віталій Вікторович Добровольський (1995—2023) — старший солдат Збройних сил України, учасник російсько-української війни, що відзначився у ході російського вторгнення в Україну. Герой України (2024, посмертно).

## Життєпис
Народився 5 травня 1995 року. Мешкав у с. Зрайки Володарської громади Київської області.
Під час російського вторгнення в Україну — старший солдат, навідник мотопіхотного відділення, мотопіхотного взводу, мотопіхотної роти.
Загинув 21 березня 2023 року під час виконання бойового завдання в Краматорському районі Донецької області.

## Нагороди
- Звання Герой України з удостоєнням ордена «Золота Зірка» (6 травня 2024, посмертно) — за особисту мужність і героїзм, виявлені у захисті державного суверенітету та територіальної цілісності України, самовіддане служіння Українському народові[2].